# 本真ゆり
本真 ゆり（ほんま ゆり、1993年1月28日 - ）は、日本のAV女優。ベネスプロモーション所属。東京都出身。

## 略歴
2011年にデビューした巨乳系のAV女優。
2013年3月より「相内つかさ（あいうち つかさ）」に改名し、ビデオメーカー「Fitch」の専属女優となり7作品に出演。
その後、新作発売が一時途絶えたが、2014年になって新作が発売されるようになり、芸名も元の「本真ゆり」に戻している。

## 人物
- 身長:162cm、体重:55kg。スリーサイズ:B100（H70）・W64・H100cm。
- 趣味・特技:料理・韓国語[1]。

## 出演作品

### アダルトDVD

#### 本真ゆり 名義
- 「スポーツマッサージ師になりすまして美人アスリートの尻に勃起チ○ポを擦りつけたらヤられた」 VOL.1（11月5日、DANDY）
- 競泳水着インストラクター ハミ出し98cmHcupな素人巨乳（12月9日、Up'S）
- マジックミラー便 本番娘5人登場!年末拡大スペシャル!! 豪華2本立て! 中国&韓国人のアジアンビューティー編vs日本人の黒髪なでしこ編 素人娘アジアカップ! 果たしてどちらがエロいのか!?（12月22日、DEEP'S）

- イケナイゆり先生のムッチムチ肉感授業 本真ゆり（1月1日、Fitch）
- 即尺付き中出し専門デリヘル嬢（1月13日、Up'S）
- 巨乳家庭教師と教え子4組でイクッ!! 合格ご褒美混浴筆おろしバスツアー（1月19日、ROCKET）
- 悶絶爆乳妻の卑猥な日常 居酒屋のバイトにやって来たムッチムチ奥さん、ゆりの場合（2月1日、Fitch）
- 妹のニューボーですよ! 2 Hカップ100cm ゆり（2月17日、チェリーズ）
- 淫乱女優 川上ゆうに街ゆく女性をナンパしてもらいました! 〜レズナンパスタート!エロテンション全開!!の巻〜（2月25日、隼エージェンシー）
- 今すぐお金が必要なんで私を買って好きにしていいですよ（2月25日、隼エージェンシー）
- お尻、すっごい!（2月28日、MARRION）
- ガールズ♡ラブ 2 〜巨乳同級性〜 Hカップ100cmゆりっぺ  Gカップ91cmなっきー（3月2日、ちちかか）
- GET!! 素人ナンパ No.139（3月7日、桃太郎映像出版）
- 電車で胸の谷間がエロい居眠りしてる女の前でつり革につかまったら半勃ち! ゆらゆらしだしてチ○ポまで3cm あともうちょっと勃起したら…。（3月22日、ROCKET）
- 物凄い激顔射!（4月1日、ワンズファクトリー）
- 恥ずかしい失禁 羞恥で溢れだすインストラクターの泉 本真ゆり（4月1日、Fitch）
- 巨躯姫! 生中出しソープ天国 本真ゆり（4月1日、巨宝）
- 恥ずかしい失禁 羞恥で溢れだすインストラクターの泉（4月1日、Fitch）
- BBB BIG BOOBS BUTT（4月9日、メディア総販ソレイル）
- ムッチリ総合病院 本真ゆり 葉月奈穂（4月19日、グローリークエスト）
- テラちんぽ 本真ゆり（4月19日、みるきぃぷりん♪）
- 近親相姦 ハミ乳母さん 本真ゆり（4月19日、VENUS）
- 近親相姦 僕に優しい淫乱母さん 本真ゆり（5月1日、ABC）
- 巨乳ママさんバレー部合宿 2 加山なつこ 本真ゆり 有奈めぐみ 朝霧一花 霧島ゆかり 川辺いづみ（5月3日、グローリークエスト）
- 息子のおしっこを手伝う母… 2（5月4日、ex）
- 最近見かける派手な新入社員は、Hな巨乳ギャルらしい。本真ゆり（5月7日、WEEKENDER）
- 強制ノーブラ爆乳家政婦 本真ゆり（5月10日、アイエナジー）
- 爆乳ヌル透け豊満裸体 本真ゆり（5月13日、マルクス兄弟）
- ヌル撮 オイルマッサージ マッサージ師を目指す生徒にモデルになる事を頼まれてしまった女教師（5月17日、グローリークエスト）
- ムッチムチ 爆乳巨尻ゆり先生の課外授業（5月25日、AVS Collector's）
- お母さんを夜這いする僕 逆夜這いされる僕 6（6月1日、ex）
- 巨尻タイトスカート 透けた魅惑のパンティライン 本真ゆり（6月1日、Fitch）
- ぽちゃ爆乳がクセになる〜! 豊満極上パイズリ娘（6月13日、マルクス兄弟）
- みるスポ! 本真ゆり（6月19日、みるきぃぷりん♪）
- 乳輪からしていやらしい爆乳人妻のいけない日常 本真ゆり（6月19日、OPPAI）
- ケガのお見舞いに巨乳の女友達が来てくれた! 骨折して動けないボクの体を拭いてくれるたび、おっぱいがプルンプルン。オナニーできない禁欲チ○ポは即ボッキ!それに気付いた女の子も興奮しちゃったのだろうか?動けないボクの上にまたがり腰を振り始めちゃいました! 2（6月21日、グローリークエスト）
- 外国人留学生が盗撮したホームステイ先の巨乳母娘との肉体関係の全記録（6月21日、グローリークエスト）
- 新・元祖スーパーヒロイン12 フレイムガール編（6月22日、GIGA）
- 素人ギャルにお願いして手こきで抜いてもらってお掃除フェラまでしてもらいました… 2（6月25日、隼エージェンシー）
- わたしたちのSEX見てください! Vol.1 ゆい♡まさひこ（7月1日、胸キュン喫茶）
- 練習中に野外SEXする美女アスリートたち（7月3日、なめこDX）
- 屋外レズ 嫁VS姑 イカセあい肉弾レズバトル!! 翔田千里 本真ユリ（7月6日、ヤブサメ）
- 豊満熟女隊が行く 看護師に成りすまし深夜の病院でリアル逆夜這い（7月10日、ホットエンターテイメント）
- 本真ゆり & 風間ゆみダブル爆乳Hカップ!! 極上エロボディが卑猥に絡み合う 濃密レズ 圧倒的パイズリ ノンストップ4P 絶頂!! 爆乳美女激本番（7月13日、セレブの友）
- ハレンチボディー 本真ゆり（7月27日、seven）
- ムッチリ爆乳のお姉ちゃんはごっくん中出し大好き痴女 本真ゆり（8月1日、Fitch）
- 息子に気づかれずにこっそりとお口で… 3（8月18日、ex）
- 近親相姦 お母さんのとっても優しい性教育（8月18日、ex）
- Hカップ101cmボインちゃん 本真ゆり（8月19日、みるきぃぷりん♪）
- こんな女に挟射したい 谷間マ●コにそのまま中出し 本真ゆり（9月7日、ドリームチケット）
- 女のカラダが知りたくて、お母さんにマッサージを口実にエロい事をすると決めた日（9月7日、ex）
- 美脚直穿き黒パンストのお姉さんは好きですか? 蒸れた肢体をクネらせ猥褻がに股ディルド挑発的ダンス（9月13日、セレブの友）
- 人妻レズ売春 淫欲肉弾妻の卑猥な日常 本真ゆり 初見果梨奈（10月1日、U&K）
- 僕のペットは爆乳アナウンサー 〜敏感な乳房が咽び泣く局内調教〜 本真ゆり（10月1日、Fitch）
- （極秘）乱交パーティに派遣します 本真ゆり（10月19日、みるきぃぷりん♪）
- 巷で噂のレズビアンデリバリーヘルス 〜男性でも利用できる鑑賞コース〜（11月13日、U&K）
- 淫乱 挟み撃ち 3 葉月奈穂 本真ゆり（11月13日、MOODYZ）
- 精液便女 Vol.10（11月17日、RASH）
- イイ女限定!! たっぷり射精出来る貴方だけに語りかけるオナニー専用のオナニーDVD 3（11月19日、婦人社/エマニエル）
- 淫乱グラマラス Deep Lesbian 美月優芽 本真ゆり（12月1日、U&K）
- 爆乳くノ一ムッチリ忍法帖 〜不伊知流女忍者・美月 & ゆり〜（12月1日、Fitch）
- 家庭教師が巨乳受験生にした事の全記録 隠撮カメラFILE（12月6日、グローリークエスト）
- 乳首を舐められて、手コキと寸止め（12月8日、RASH）
- メイド in prin 本真ゆり（12月13日、みるきぃぷりん♪）
- 授業参観ボディコンママ 本真ゆり（12月13日、溜池ゴロー）
- 可愛い娘限定!たっぷり射精出来る パイパン潮吹き美乳・巨乳・美少女が貴方だけを見つめて貴方だけに語りかけるオナニーをするためだけに作られたオナニーDVD!!（12月19日、エンペラー）
- 息子の友達1○才を夜這い 隣には息子、隣の部屋には旦那…スリルな肉欲に溺れるショタコン中出し妻（12月20日、V&Rプロダクツ）
- ヌル撮 巨乳人妻自宅出張オイルマッサージ（12月20日、グローリークエスト）
- 我妻なたれ乳（12月21日、TMA）

- 濃厚汗だく爆乳グラマラス 〜フェロモン漏れだすムレムレ肉感家庭教師〜 本真ゆり（1月1日、Fitch）
- 産婦人科オマ○コ診察 変態医師が逃げ場のない診察台の上で美熟女セレブ生ハメ生中出しファック!（1月19日、エマニエル）
- ワシ掴めるほどの爆乳でパイズリ挟射（4月5日、ドリームチケット）
- レズペット（5月13日、U&K）
- エロすぎる ぬるぬるローション55番勝負！4時間（5月13日、MARX）
- レズビアン求愛オナニーコレクション20人15シーン 濃厚ベロキス蜜穴極突きディルド大量潮吹き快感オーガズムテクニックノンストップ240分!!（5月19日、婦人社/エマニエル）

- 爆乳女が好んで着たがるサイズの小さい競泳水着 2（1月10日、ドリームチケット）
- むっちり爆乳グラマラス 本真ゆりBEST8時間（8月1日、Fitch）※単体ベスト
- 熟練按摩師の女を淫らにさせるスケベツボ 5（9月20日、スターパラダイス）
- 寂れた商店街活性化計画! 企画AV女優に居酒屋で痴女アルバイトさせたら繁盛店になった!（9月20日、スターパラダイス）
- 淫声 〜驚くほど奇抜な俺の彼女のアエギ声〜（9月25日、ROCKET）
- BBB BIG BOOBS BUTT 本真ゆり RETURNS（9月30日、メディア総販ソレイル）
- 淋しんぼ母さん 過剰な愛情欲情セックス 本真ゆり（10月2日、センタービレッジ）
- しくまれた夫婦交換泥酔スワップ温泉旅行（10月31日 (レンタル版)／11月7日 (セル版)、LEO）
- 巨乳介護奴隷妻 3 Hカップ 105cm 本真ゆり（11月21日、チェリーズ）
- 中出し人妻不倫旅行 36 本真ゆり（12月25日、ビッグモーカル）
- 普通のマッサージを頼んだら、間違えて極上巨乳のデリヘル嬢が来たっ!!どうやら電話番号を間違えたようだが、気持ちいいので、そのままプレイに突入した僕。（12月27日 (レンタル版)／2015年1月1日 (セル版)、LEO）

- 穴パンディルドオナニー（1月3日、OFFICE K'S）
- ノーパンでオマ○コをチラ見せさせて男を誘惑してくるドスケベ女たち（1月3日、OFFICE K'S）
- 全身ベロベロ舐めまくりド痴女（1月9日、REAL）
- 杭打ちピストン騎乗位（1月25日、アロマ企画）
- パンチラの噂（2月13日、アロマ企画）
- 調教される母 調教…、そして種付けされて… 本真ゆり（2月25日、グローバルメディアエンタテインメント）
- 目の前で散々パンツを見せられた挙げ句、欲情したチ○ポをしゃぶられてしまった。（2月25日、アロマ企画）
- セックス後の最高に気持ちいいお掃除フェラ30人4時間（3月13日、マルクス兄弟）
- 美熟女がち○ぽガン舐めフェラ 濃厚40発射（3月19日、ABC/妄想族）
- 出張メンズエステ盗撮 人妻エステティシャンに中出ししちゃいました。 厳選18人 4時間（3月25日、ビッグモーカル）
- OL全身女体図鑑 第一号（3月25日、アロマ企画）
- 人妻ラブホ盗撮 不倫現場流出 サービスタイムの情事（3月27日、GIGOLO）
- 義父から婿に払い下げられて 褌緊縛母娘奴隷 本真ゆり（4月25日、グローバルメディアエンタテインメント）
- 「入院中の旦那のフニャチン挿入じゃ満足できない見舞い妻に勃起チ○ポを見せつけたらデカ尻で乗ってきた」VOL.2（5月9日、DANDY）
- 人妻リアル不倫 流出ラブホ盗撮 9（5月25日、ビッグモーカル）
- 超爆乳妻の卑猥な企み! 本真ゆり（6月12	日、なでしこ）
- 堕靡泥の星 悪霊誕生 2 大槻ひびき 水城奈緒 本真ゆり（8月7日、アタッカーズ）
- 中出し人妻不倫旅行 淫靡旅情 4時間（8月25日、ビッグモーカル）
- 「中出しだけは…」犯した母に射精直前で嫌がられ半外！でも中に出したくて無理やり半中!（10月22日、ナチュラルハイ）
- 柔らかすぎる太腿、むちむちすぎるパンチラ（10月25日、アロマ企画）
- 未亡人とかつての教え子 ～慕情レズビアン～ 円城ひとみ 本真ゆり（11月1日、U&K）
- ヤレる人妻回春マッサージ6 中出し交渉盗撮（11月1日、変態紳士倶楽部）
- ガチンコ全裸レズバトル 3（11月12日、ROCKET）
- 膝上25cmのタイトミニ、気持ちよすぎる腿コキ 4（11月13日、アロマ企画）
- 膝上25cmのタイトミニ、気持ちよすぎる腿コキ 4（11月13日、アロマ企画）
- Z 縛肉強制アクメ 生活の全てを覗かれたムチムチOL女子 本真ゆり（11月19日、ドグマ）
- 膝上25cmのタイトミニ、気持ちよすぎる腿コキ 4 江上しほ 本真ゆり（11月25日、アロマ企画）
- VS. 本真ゆり（12月7日、デジタルアーク）

- 絶頂角オナニー（1月25日、アロマ企画）
- 中出しお義母さんが教えてあげる 膣から滴る息子の白いスペルマ（1月25日、ビッグモーカル）
- 姑と嫁のレズビアン（1月28日、グラフィティジャパン）
- ドデカ乳 本真ゆり（3月11日、V&R PRODUCE）
- 放課後の教室でセクハラ指導に発情してしまったソソる巨乳教育実習生（3月17日、SOSORU×GARCON）
- 窓からデカ尻を出して男を誘う人妻 本真ゆり（3月18日、NITRO）
- 中出し近親相姦 お義父様やめて下さい 義理の父に中出しされる息子の嫁 第八章（3月25日、ビッグモーカル）
- 欲求不満な人妻を後ろから寝バックで激ピストンしたら這いつくばりながらもヨダレを垂らして膣イキしまくった!!（4月1日、MAGIC）
- 罵り淫語唾吐き娘 冷たい視線で毒吐き・唾吐くも構ってくれる君は僕の天使（5月20日、RADIX）
- 二度出し熟女痴漢 カラダがエロすぎて連続射精の玩具になった巨乳女（5月26日、ナチュラルハイ）
- 全裸オイルキャットファイト 7 HANABI（6月9日、ROCKET）
- プレミアムすけべ椅子 2 本真ゆり 真木今日子 桜ちなみ（6月13日、アロマ企画）
- 酔った女が夢中でする自画撮りオナニー（6月24日、TMA）
- T尻II 妄想Tバック・バックパンチラ挑発（6月25日、アロマ企画）
- スーパーガチンコ全裸レズバトル DYNAMITE2016（7月7日、ROCKET）
- ROCKET8周年記念作品 マイクロビキニでドキッ! 巨乳20人! 水泳大会2016（8月6日、ROCKET）
- 沖縄グラマラスあっけらかんsex事情 巨大乳輪女子大生「させてください」「うん、いいよ」 （9月23日、REAL）※「神城ミッシェル」名義
- 「私、おばさんだけど触ったらその気になってくれるかな?」2  30歳越えたけどまだまだ性欲は収まらない私（無駄に巨乳）は旦那と5年以上もご無沙汰。だから若い男の子を見たら場所などを気にせずとにかくHな事ばかり考えてしまいます。とにかくヤリたいんです。（10月7日、Hunter）
- 図書館で働く真面目な女性…と思ったら、エプロンの隙間から見える超ミニスカートからのパンチラが僕をソソる誘惑!! 僕の視線に気付いたのか、やたらとパンチラを見せつけてくるのでもう辛抱たまりません!! 2（10月20日、SOSORU×GARCON）
- 美麗顔騎妻 本真ゆり（11月30日、メディア総販ソレイル）
- 男子禁制の看護師女子寮で男はボクひとりで他は全員欲求不満女子!（12月7日、Hunter）
- BLACK DEVIL ～爆乳拷問～ 本真ゆり（12月8日、Baby Entertainment）
- キスが下手だと彼氏に嫌われてしまうと悩む親友の練習台にさせられてしまい友達同士で初めてのレズ接吻のはずが、一転!! 唇を重ね舌を絡ませ、愛撫し合ううちに凛花ちゃんの股間から勃起したデカチンが…興奮を抑えきれない二人は成り行きに任せて生中出しセックス!! （12月9日、REAL）
- 舞ワイフ ～セレブ倶楽部～ 93（12月22日、AROUND）
- こんなにセックスで乱れている妻を見たことが無い… 僕の目の前で他の男に抱かれイキまくっている愛しい妻（12月27日、グラフィティジャパン）

- 口壊 喉レイプ凄絶イラマチオ（1月25日、Baby Entertainment）
- 超絶倫夫の馬並みデカチンに人生を狂わされ…突然のDVセックスにも拒みつつ内心嫌じゃない貞淑妻 III（1月27日、UMANAMI）
- マイクロビキニでドキッ! 巨乳20人! 水泳大会2016 No.1セールス記念完全版（2月16日、ROCKET）
- レズの夜 ～女がオンナに欲情する日～（3月1日、U&K）
- 腿コキが手コキの100倍気持ちいい説（3月13日、アロマ企画）
- むちむち黒ストッキング×腿コキ 3（5月13日、アロマ企画）
- 社内の営業部はパツパツマイクロミニスカートで社員を挑発するヤリマンドスケベ痴女OL 今藤霧子 本真ゆり（5月25日、WEEKENDER）
- 焦らされてロケット射精!! スローオイル手コキ 3（5月25日、アロマ企画）
- HYPER FETISH ハイレグいやらしクィーン 今藤霧子 本真ゆり（6月25日、デジタルアーク）
- マッサージで感じちゃった「あるある」 こんなマッサージ嬢にあたったら、かなりの確率でエロい展開が期待できる説 その2（6月25日、アロマ企画）
- 揺れ乳ピストン × 跳ね乳騎乗位（6月25日、アロマ企画）
- 伸ばして嗅いで味わって包茎観察（8月21日、メディア総販ソレイル）
- ビクビク感じて社内お漏らしオナニー!! 巨乳で巨尻のソソる美人と評判の受付女子社員に、「お疲れ様」と媚薬入りケーキを差し入れてみたら…!!（8月24日、SOSORU×GARCON）
- 童貞息子の将来を気にした巨乳の母が優しく性教育! 愛撫だけで連続射精する敏感チ○ポを強化するため妊娠覚悟の生挿入! 優しいスローピストンでチ○ポの形を噛み締めながら連続絶頂! 親子にも関わらず早漏改善するまで何度も中出し! 2（10月13日、V&R PRODUCE）
- 「混浴温泉でご近所の美熟妻と二人きり♡ 大きな胸を見ながらせんずりしているのがバレて怒られるかと思ったら…」 VOL.2（10月19日、DANDY）
- 合コン即ハメ 泥酔キメキメ乱交スペシャル（10月20日、JACKAL）
- 一度もマ○コを見たことがない童貞息子に母がオナニー見せて性教育! パイズリまでのはずが勃起が止まらず近親相姦生挿入! 母性溢れるオッパイ鷲掴みにしながら父にはナイショで何度も中出し! 2（11月10日、V&R PRODUCE）
- 息子から無断で「犯され願望掲示板」に勝手に書き込まれた美人妻は見ず知らずの男に犯され欲情してしまう!!（11月10日、MAGIC）
- ヘンリー塚本原作 絶対ヌける!

猥褻（わいせつ）図画 快楽にのたうついい女 -新作撮り下ろし過激SEX集-（11月13日、FAプロ）
- やっと入社できた会社に美人女子社員! しかも手取り足取りボクに教えてくれるソソられる環境!! 仕事を忘れて興奮しっぱなしのボクだったけど、女子社員のデスクから大人のおもちゃを発見!? それを見られた女子社員は恥ずかしがるどころかスケベ心に火がついてしまい…!?（11月16日、SOSORU×GARCON）
- ヘンリー塚本原作 ふしだらな妻 濡れた局部は麻薬色（12月1日、FAプロ）
- 最近社内結婚したあの子が急に色っぽくてソソられる! 旦那に隠れて社内セクハラをしてみると嫌がっているような嫌がっていないような微妙な反応…なので旦那が外回りに出た時に思い切ってビンビンチ○コを見せつけると、「駄目よ」と言いながらもウットリ!? 彼女は不倫好きの濡れ女! 「旦那に見つかるから駄目」と言いながらも益々燃え上がる!!（12月7日、SOSORU×GARCON）
- 残業OL暗闇拘束目隠しイカせ痴漢 電気を消して気の強い女上司を目隠し拘束! 誰にヤラれているのも分からないくせに口では強がる女上司を痙攣するほどイカせ続けろ!!（12月7日、アパッチ）

- あ～やらしい! 61 爆乳ドエロの精飲痴女 本真ゆり（3月16日、S.P.C）
- 妻に何が起こったか? ～自慢の美人妻が義父や息子にセックスを仕込まれました～（3月25日、ビッグモーカル）
- 解禁 極太Blackイラマチオ!! 本真ゆり（5月25日、AVS collector’s）
- 女王様調教志願 ドMレズビアンカップル ひなみれん 本真ゆり ふわり結愛（7月7日、ビビアン）
- 夫に内緒で他人棒SEX「実は主人の精液も飲んだことないんです」30歳すぎて初めての精飲 暴飲Hカップ変態妻 さおりさん31歳（7月12日、コスモス映像）
- 完全主観 唾吐き罵り娘。47人 連れて行こうか今から唾液天国へ♪罵倒天国へ♪（7月20日、RADIX）
- わたし、涙が出る程感じてしまいました… わがままゴージャスBODYの愛に飢えた情熱的なSEX!! 本真ゆり（8月19日、美人魔女/エマニエル）
- 欲求不満の人妻が熟練按摩師の性感秘孔に悶えっぱなしで帰れまてん（8月20日、STAR PARADISE）
- ガーターベルトのふともも×腿コキ 2（8月25日、アロマ企画）
- ドラレコNTR 3 車載カメラは見ていた ねとられの一部始終を（9月7日、JET映像）
- マシュマロの柔肌に包まれながら昇天! むちむちオイル回春エステ（9月13日、アロマ企画）
- AV女優 裸コレクション 第八弾（10月12日、V&R PRODUCE）
- フェラチオ株式会社 エロ尻課 2（10月25日、アロマ企画）
- ヤリマン玉舐め女 本真ゆり（11月2日、SPC）

- 濃厚ベロチューしながらスローオイル手こきでち○ぽ焦らされ続ける。その2（1月13日、アロマ企画）
- むちむちでエロエロの超肉食系で逆セクハラ上等な女上司2人のいる会社で働いてますが、もう限界です。 本真ゆり 羽生ありさ（2月13日、アロマ企画）
- エロ熟女に2回連続抜かれちゃった僕。（2月13日、アロマ企画）
- 睾丸オイルマッサージで鋼鉄並みに硬く仕上げられた僕のち○ぽ、美人エスティシャンに腰ふり騎乗位でたっぷり味わい尽くされる。（2月25日、アロマ企画）
- 爆乳エロプロレス 2  おっぱいキングダム in 木更津ドーム（3月7日、ROCKET）
- あなた許して第3章 本真ゆり（4月27日、グラフィティジャパン）
- 人妻とその彼女 ～ママソープ嬢に堕ち、夫を捨てた巨乳清楚妻～ 本真ゆり 滝川穂乃果（5月1日、U&K）
- glammode yuri honma 本真ゆり（5月7日、デジタルアーク）
- あ～やらしい! 65  精子を貪り飲む女社長 本真ゆり（7月1日、SPC）
- 熟女連れ込み! 他人棒と遊ぶ人妻 盗撮ドキュメントのすべて 6 ～長身! 爆乳! 健康的な日焼け奥さん～（9月19日、熟女プライベート/熟女卍）
- HYPER HIGHLEG QUEEN 27 本真ゆり（9月25日、デジタルアーク）
- 乳首びんびんドスケベ介護士 でか乳輪ガチムチ猥褻ボディの淫乱痴女（9月25日、かつお物産）
- このたびウチの妻 (32) がパート先のバイト君 (20) にねとられました… → くやしいのでそのままAV発売お願いします。（12月7日、JET映像）
- リベンジポルノ 元カノにフラれた腹癒せに彼女との卑猥な性交の記録を拡散流出させた件。（12月15日、LOTUS）
- 巨乳熟女温泉痴漢 ～抵抗する女が言いなりになるまで拘束オイル絶頂責め～（12月26日、ナチュラルハイ）

- フェロモン垂れ流し 肉感淫乱女王 本真ゆり（2月14日、肉盛）
- 美熟女アクメ 快楽狂い悶絶オナニー（2月15日、LOTUS）
- 勃起したままの男を肉感騎乗位エステで何度も射精させる爆乳エステティシャン（2月20日、DANDY）
- チ○ポ狂いのドスケベ肉感ボディ奥様（2月21日、NITRO）
- 快楽絶対主義 緊縛女装娘 咲月 本真ゆり（2月22日、AVS collector’s）
- お家で食べれるおいしい童貞 夜ごはんにいただきます! 美人人妻12人4時間（2月22日、ビッグモーカル）
- 乳首びんびんどすけべスナックママ 猥褻ボディで漢を虜にするでか乳輪肉食痴女（2月25日、かつお物産）
- パンチラ挑発オナニー? いやよく見たらノーパン? 誘惑挑発するドスケベな女たち（3月1日、カオス）
- 潜入!! 噂のリンパマッサージ店 2 「裏オプション、いかがなさいますか?」（3月6日、LEO）
- 独身中年オヤジを欲情させてしまった巨乳介護士は世話好き過ぎて射精介助も拒まない VOL.1（3月12日、DANDY）
- 痴漢師に全裸にされ恥ずかしい女体を震わせ感じまいと我慢する肉感妻（3月26日、ナチュラルハイ）
- SUPER FISHEYE FETISHISM 迫力興奮蜜写 OLスーツムチムチ肉感どエロBODY 本真ゆり（4月13日、AVS collector’s）
- どすけべ巨乳介護士に種搾りプレスされて性のはけ口になっています。（4月23日、ナチュラルハイ）
- シングルマザーの性事情（5月1日、熟女大学/熟女卍）
- ネトラレーゼ 妻が親友の幼馴染に寝取られていた話し 本真ゆり（5月7日、タカラ映像）
- フェラ尻団地（5月7日、アロマ企画）
- チ○ポ狂いの肉感ドスケベ女社長（5月8日、PORNO ZONE）
- 肌がふれあう密着回春マッサージ 2（5月19日、アロマ企画）
- しゃがんだお尻の穴の収縮とシワの本数までバッチリ分かるアナルひくひくオナニー 2（5月25日、アロマ企画）
- 女子大生限定 飲み会後、部屋にお持ち帰り盗撮 そして黙ってAVへ no.37 お色気お姉さんJDに中出し編（5月25日、お持ち帰り/熟女卍）
- 新しい義母は、鬼畜な人なのに僕の勃起は治まらない。 本真ゆり（5月29日、NON）
- 年頃の娘に好かれるのは嬉しいんだけど、欲求不満の俺の事を見透かしてエッチないたずらを仕掛けてきて、ムラムラ全開で勃起した俺のチ●ポをどこで仕入れた知識か分からないヤベーテクニックで俺が娘に骨抜きにされてしまった件（5月29日、NON）
- 縄酔い人妻 緊縛で乱れ悶える巨乳と尻肉 本真ゆり（6月13日、AVS collector’s）
- ぷりぷりの尻まくらでべろべろのディープキスされながらじゅるじゅるのフェラチオされ続ける夢の4Pプレイ（6月13日、アロマ企画）
- 本真ゆり様のむちむちエロフェロモンが半端ない件（6月25日、アロマ企画）
- 極上バディ 本真ゆり（6月25日、デジタルアーク）※単体ベスト
- どすけべW痴女クラブ 超ムチムチでか乳輪痴女は超ヤリマン×2 羽生ありさ 本真ゆり（6月25日、かつお物産）
- 出張サービス（マッサージ師、家政婦、パソコン修理）を頼んだので、むさ苦しい男かババアがやって来るかと思いきや… まさかの可愛くて美人で巨乳の女子! 女子!! 女子!!!（6月25日、SOSORU×GARCON）
- 淫語で逆ナンパするW爆乳肉感痴女の圧迫男喰い 本真ゆり 結白まさき（7月1日、Fitch）
- 飲み会帰りに自宅に部下を連れ込み唾液まみれの濃厚ベロチューSEXで何度も中出しさせる酔うとドスケベになる爆乳肉感女上司（7月1日、LUNATICS）
- ねっちょりむっちり爆乳爆抜きW痴女破壊的Icup & 圧倒的Jcupのエロシチュエーションおち○ぽ搾り 織田真子 本真ゆり（7月3日、DOC）
- 隣のムッチムチお姉さんの杭打ち肉欲プレスで精子を抜かれまくった。 本真ゆり（7月7日、BeFree）
- ママ友2人が屋内露出で宅配員なまハメ種絞り! 肉感 × 喰い込み × 汗だくガチムチ巨乳W痴女妻（7月13日、E-BODY）
- THEドキュメント 本能丸出しでする絶頂SEX バスト101cm Iカップ 巨乳肉感フェチBODY 本真ゆり（7月19日、美人魔女/エマニエル）
- エグい程下品な女鶯谷裏路地で見つけたイカれた肉弾ムチムチビッチと一日中ラブホに籠って生ハメ中出し（7月19日、kira☆kira）
- 僕だけが独身だった夏―。帰省中、二人の義姉と汗にまみれた中出し性交。吉根ゆりあ 本真ゆり（7月25日、マドンナ）
- 超密着! 肉感オイルエステ 本真ゆり（7月31日、ワープエンタテインメント）[2]
- 痴漢総決起集会2020 超豪華版 撮り下ろし10作品 完全［中出し］スペシャル（8月13日、ナチュラルハイ）
- 勃起したままの男を一切動かさないS字尻振り騎乗位介助で骨抜きにする美尻ナース VOL.3（8月27日、DANDY）
- セクハラ! ぶっかけ! 中出し! 巨乳ムチムチオフィスレディ性欲処理係 稲場るか 野々宮みさと 吉根ゆりあ 本真ゆり（9月1日、MOODYZ）
- ヤリマンママの肉弾セックス 濃厚ザーメン喰わせなさい! 本真ゆり（9月19日、ドグマ）
- 夫公認でAV出演の性欲モンスター妻はHカップ & ヒップ100cm どすけべ肉感ボディ妻のボランティアSEX ホームレス・老人・ニートを相手のセックスを迫力魚眼レンズ撮影!（9月19日、熟女はつらいよ/熟女卍）
- 帰省先で再会した下品おばさん二人とまさかの相部屋。W巨乳に挟まれながら密着汗だくで痴女られた僕。 真木今日子 本真ゆり（9月25日、痴女ヘブン）
- 黒人レイプ 特務捜査官コードネームΦ 合成媚薬カンパミンの謎を解け 本真ゆり（10月7日、アタッカーズ）
- 【個人撮影】調教中の牝妻に公衆便所で自撮り動画を撮らせていたら通りすがりの労働者様に牝豚肉便器にされてしまった記録【削除注意】（10月7日、JET映像）
- デカ乳輪のやりすぎ豊満マダム 本真ゆり（10月8日、センタービレッジ/桃色吐息）
- HYPER FETISH ハイレグいやらしクィーン 本真ゆり（10月13日、デジタルアーク）
- 憧れの女上司と 本真ゆり（10月22日、タカラ映像）
- 『私が数え終わるまで出したらダメだからね♡』 何度も寸止めさせ、男がイクのをコントロールする極上痴女のカウントダウン射精 本真ゆり（10月30日、ワープエンタテインメント）
- 目のヤリ場に困る上司の奥さんのくいこみ在宅フィットネス 本真ゆり（11月1日、熟女大学/熟女卍）
- 女社長の湿ったパンスト 本真ゆり（11月7日、アタッカーズ）
- OB訪問NTR 2  本真ゆり（11月7日、JET映像）
- 貪欲な女 同時に男と女を喰らう! 変態バイセクシャル3P!!! 咲子Hカップ（11月7日、ティーチャー）
- 家族ドライブ中の人妻さんを公園の便所に連れ込んでヤる!! 3 トイレNTR（11月7日、JET映像）
- 愛妻交換 上司、後輩それぞれの妻が他人棒で燃えた交代制中出し4日間の記録。 風間ゆみ 本真ゆり（11月13日、溜池ゴロー）
- 高級クラブひしめく銀座で通常接客以上のむっちり女体堪能型 直接的快楽を与えるお店が存在した。 銀座高級美女クラブの爆乳ママと豊満尻嬢の超肉感ナマ中出し痴女接待 お酒とむちむち巨乳と肉感尻が同時に楽しめる男のユートピア 爆乳ママ・ゆり 爆尻ホステス・ゆりか（11月13日、E-BODY）
- 四六時中、娘婿のデカチ○ポが欲しくて堪らない義母の誘い 本真ゆり（11月25日、マドンナ）
- 種無し旦那のためにボロ屋敷へ行き30日間精子を溜めた独身男と濃厚種付けセックスを楽しむ人妻 ゆり（11月25日、本中）
- ハミ乳極小ビキニで誘惑して若い男の子種を下品に種搾りするWパリピ痴女妻のBBQ不倫（12月1日、変態紳士倶楽部）
- 新婚の僕が出張先で女上司とまさかの相部屋 朝から晩まで性奴隷にされた逆NTR 本真ゆり（12月13日、Fitch）
- エグい程下品な女たち 円山町裏路地で見つけたイカれた肉弾ムチムチビッチと一日中ラブホに籠ってハーレム生ハメ中出し（12月19日、kira☆kira）

- 子供おじさんの僕は四六時中母に犯されたい 本真ゆり（1月1日、NON）
- 帰省してた娘が俺のエログッズを発見、独り寂しい俺を軽蔑するわけでもなく、優しく慰めてくれたのは良いんだけど、『無理しなくていいんだよ』と俺の息子まで枯れるほど慰めてくれた。（1月1日、NON）
- 巨尻誘惑メンズエステ ド迫力杭打ちピストン騎乗位で連続射精に導くスゴ腕肉感エステティシャン 本真ゆり（1月7日、ビッグ・ザ・肉道）
- 終電を逃し… 幼馴染の巨乳ママとまさかの相部屋逆NTR オンナの色気剥き出しで妊娠させてってばぁ! 1対1の密室ホテルで朝まで中出ししまくった。 本真ゆり（1月13日、MOODYZ）
- Hカップの高級巨乳痴女が完全着衣で男を弄ぶハイレグスイートルーム 本真ゆり（1月13日、ミル）
- ムッチムチ女体W超密着! ジューシー女肉でチ●ポをサンド! 密度200%挟み撃ちメンズエステ 夕季ちとせ 本真ゆり（1月13日、E-BODY）
- 爆乳爆尻肉感レズビアン 本真ゆり 吉根ゆりあ（1月19日、レズれ!）
- 《舌を出来るだけ深く突っ込むこと》が社則のアナル舐め株式会社 3（1月19日、アロマ企画）
- 浴室からはじまる中年男女の溺れゆく情事 濡れた密室 本真ゆり（1月25日、マドンナ）
- ドエロい下品なW熟女が「もう射精してるってばぁ」状態でもヌイてくれる風俗アパート 本真ゆり 羽生ありさ（1月25日、痴女ヘブン）
- SEXしか楽しみが無い田舎で女盛りの巨乳妻に汗だくで何度も犯され童貞を喪失した夏 本真ゆり（2月1日、Fitch）
- 本真ゆりが1日限定で《むちむち舐めダルマ》に改名。そして男の全身、穴という穴全てを舐めつくす（2月7日、アロマ企画）
- 超肉食セレブ露出痴女 キャンプ場貸し切り種馬メンズと中出し合宿 本真ゆり（2月7日、山と空）
- 尻地獄 ～脅威的巨尻の顔騎地獄の動画公開のためにチ●ポフル勃起させて中出しさせるドS痴女～ 本真ゆり（2月11日、Mr.michiru）
- 巨乳人妻媚薬拘束潮吹きイカセ 本真ゆり（2月12日、REAL）
- 部下にバイブをパンスト固定され必死にイキそうになるのを我慢していたが媚薬と追撃ピストンで自分から腰を振り始める完堕ち女上司（2月12日、Z-MEN）
- ぶっかけ爆乳ドスケベ乳輪秘書は社員を誘惑する淫乱痴女 本真ゆり（2月25日、WEEKENDER）
- 隣の奥さんに脅迫されてもどこか喜んでいる俺 本真ゆり（2月27日、光夜蝶）
- 年頃の娘に好かれるのは嬉しいんだけど、欲求不満の俺の事を見透かしてエッチないたずらを仕掛けてきて、ムラムラ全開で勃起した俺のチ●ポをどこで仕入れた知識か分からないヤベーテクニックで俺が娘に骨抜きにされてしまった件 2（2月27日、NON）
- 嫁の不在中に依頼した出張エステティシャンは倦怠期の人妻! マッサージで勃起したチ○ポを欲しがられデカ尻圧で12発種搾りされたボク 本真ゆり（3月1日、MOODYZ）
- 受験で上京してきた甥に揉まれまくった若くて美人でボインな叔母 本真ゆり（3月1日、熟女大学/熟女卍）
- 若い男を連れ込み爆乳ガチムチBODYで密着誘惑する淫乱W人妻の日課（3月1日、変態紳士倶楽部）
- 欲求不満な金持ち女性と出会ってその日にパコれるオトナのマッチングアプリ 会社経営 ゆりさん（3月3日、ナンパJAPAN）
- NTR 部下に寝取られた女上司が復讐鬼になる時 本真ゆり 藤森里穂（3月7日、アタッカーズ）
- 雑魚寝してたらボクの布団に友達の彼女が潜り込できて…6匂いたつような年上女のフェロモンにチ○ポはバキバキ目覚めて弁解するカノジョの分厚い唇をキスでふさいでイキ声ガマンさせ何度も奥突き!（3月12日、Z-MEN）
- 美人インストラクターがTバック食い込みエロ尻で誘惑してきたので…（3月12日、ゲッツ!!）
- 時短営業後にバイト先の美人巨乳妻と浮気中出しセックスしまくる終電までの2時間 本真ゆり（3月25日、本中）
- ネトラレーゼ 部下とまさか… 本真ゆり（3月25日、タカラ映像）
- 乳首びんびんドスケベ介護士 でか尻でか乳輪の超淫乱W痴女（3月25日、かつお物産）
- 布団の中に少年を引き入れ逃がさない肉圧のしかかり騎乗位で何度も中出しさせるドスケベな巨尻ママ（3月25日、ナチュラルハイ）
- エロ黒むっちりボディー 本真ゆり姉さんのグラマラスケツ肉をがっつり鷲づかみにして揉みまくってブチ込みたい!（3月27日、MERCURY）
- パート妻の不倫事情-実写版- デカ尻爆乳人妻とオトナの情事寝取り孕ませ! 本真ゆり（4月1日、MOODYZ）
- お姉さんの巨尻が猥褻過ぎて秒殺で悩殺!! 本真ゆり（4月1日、MARRION）
- ドMの陰キャ男とドSなパンストお姉さん 本真ゆり（4月1日、プラネットプラス/七狗留）
- オ・ン・ナ♀ざかり 本真ゆり（4月2日、ワープエンタテインメント）
- 親戚のおばさんに筆おろしされた僕。リターンズ 11（4月9日、LEO）
- 彼女のムチムチお姉さんにアナル開発されてこっそりメスイキしたボク 本真ゆり（4月13日、MOODYZ）
- 職場の親睦会で飲み過ぎたパート人妻さんをお持ち帰りして宅飲みでナマまんゲットした盗撮素材をせっかくなのでそのままAV転売します（4月13日、カルマ）
- 肉感ぷるるん神爆乳とブッ壊れナマ中出し 媚薬で淫乱キメセク大絶頂!! 本真ゆり（4月19日、OPPAI）
- 隣の本真さんが何故か僕の家に来てずっーーと乳首を弄り回してくるんです (汗) 本真ゆり（4月30日、光夜蝶）
- 父子家庭のウチの良くできた可愛い娘を、疲れた俺は魔が差して押し倒そうとしてしまった。我に返った俺に娘は『お父さんなら…』と逆にM男になってしまうほど、責めてきた娘に骨抜きにされてしまう俺は毒親でしかない件 2（4月30日、NON）
- ママシ●タ実話 本真ゆり（5月6日、グローリークエスト）
- この世は男と女だけ 舐め好きオヤジと欲求不満な嫁 本真ゆり（5月6日、タカラ映像）
- 黒パンスト破って生挿入! アンタ、こういう騎乗位の方が興奮するんでしょ?（5月6日、グローリークエスト）
- 平日のスポーツ施設でエロガキ2人に乳揉みクンニのW責めをされ感じてしまったムッチリ妻は3Pを拒めない ～プール、ジム、ヨガ教室～（5月7日、ナチュラルハイ）
- 夫婦で挑戦! 本真ゆりの凄テクで夫が2回イカされたら妻が寝取られナマ中出しSEX!（5月13日、はじめ企画）
- 止められない姉妹相姦 汗かき密着お風呂ビアン（5月19日、レズれ!）
- マジックミラー号 望月あやか × 本真ゆり アナタは「SEXの天才」が魅せる本気に耐えられるか? 神テクムチムチ二大痴女逆ナンパSP イってイカせて！絶倫学生逆レ○プ編（5月20日、SODクリエイト）
- M男専用マラいじめ泡痴女ソープランド 淫語まみれデカ尻杭打ち中出し連射フルコース 心もチ○ポもバカになるお仕置きご褒美ラッシュ!! 本真ゆり（6月1日、MOODYZ）
- 隣の巨乳妻 泥酔し部屋を間違え「ただいま～!」 本真ゆり（6月1日、プラネットプラス/七狗留）
- 下品だとか上品だとかどうでも良くなるほど、エグイくらい本真さんに弄ばれたい 本真ゆり（6月4日、光夜蝶）
- 娘とじゃれ合う内に俺の上で「ロデオ」のように腰を振られ、まさかの勃起。気づいた娘も嫌がるかと思いきや顔を赤らめて感じている様子。そのまま、私の顔で再びロデオする娘は、勃起が治まらない俺のチ●ポを最後まで弄ぶ (泣) 2（6月4日、NON）
- 肉感! OL倶楽部 9 ～爆乳セクハラ指導員のお仕事～ 本真ゆり（6月7日、下半身タイガース）
- 出張先のホテルで愛の説教相部屋 色気むんむんW爆乳女上司に叱られ淫語乳責めで朝までマラ喰い中出しされたボク… 本真ゆり 吉根ゆりあ（6月19日、OPPAI）
- 寝ている姉の乳首に毎晩こっそり媚薬を塗っていたら服がこすれるだけでイッてしまうほど敏感になりました（6月24日、ナチュラルハイ）
- 色気ムンムン女上司に仕組まれた相部屋マラ喰い逆NTR 朝までムチ乳デカ尻中出しプレスで10発ヌカれたボク… 本真ゆり（7月1日、ワンズファクトリー）
- 性豪の義父と淫乱な私の寝ても覚めてもやり合う日常 本真ゆり（7月2日、NON）
- 過保護の娘が最近習得した催●術にかかるわけないと思いながらも実験台に進んでなったら俺のエロ遍歴や恥ずかしいMな性癖を聞きだすくらいマジですごかった。聞いていた娘もエロモードに入り、Mな俺をいたずら交じりで責めてきてザーメンを残らず搾られた。2（7月2日、NON）
- 憧れの兄嫁と 本真ゆり（7月8日、タカラ映像）
- 営業成績が悪いと鬼の寸止め手コキと乳首・アナルの3点責めで若手男性社員を服従→奮起させるムチムチ巨乳淫乱女上司 本真ゆり（8月1日、LUNATICS）
- 僕は本真さんに飼われてます 本真ゆり（8月6日、光夜蝶）
- ずっと家にいたこの期間。娘の性欲も限界らしく、父の私に通販で買った媚薬を盛り、お互いにアヘ顔晒しながら求め合うほど、イキ狂った夜。2（8月6日、NON）
- 絶叫! ポルチオ洗脳 本真ゆり（8月19日、ドグマ）
- ドスケベBODYの勝気な女社長とHなご子息 本真ゆり（8月19日、グローリークエスト）
- 父が煙草を吸うたびに底なし性欲の義母に何度も性教育中出しをさせられた僕（9月9日、ナチュラルハイ）
- 濃熟ベロキスママ 豊満な肉体と妖艶なベロでデカチン喰いまくり 本真ゆり（9月16日、センタービレッジ/桃色吐息）
- 巨乳デカ尻でドエロく迫る流し目誘惑フェロモン 卑猥語女 本真ゆり（9月21日、MARRION）
- 代理出産の母 本真ゆり（9月23日、タカラ映像）
- 生中痴漢集団SP 撮り下ろし + シリーズ総集編 中出し83発 2枚組 豪華版（9月23日、ナチュラルハイ）
- 完全撮りおろし ムチムチ肉感ディルドオナニー（10月1日、OFFICE K’S）
- スナックの痴女ママ＆チーママ Wメデューサ蛇舌ビッチ エロベロ性欲モンスター2人が濃厚接吻SEX 本真ゆり 流川千穂（10月5日、AVS collector’s）
- 姑の卑猥過ぎる巨乳を狙う娘婿 本真ゆり（10月21日、グローリークエスト）
- 死ぬまでに1発ヤリたい!! 不倫してでも中出ししたいエロ熟女4時間!! 北条麻妃、五十嵐しのぶ、本真ゆり…他 センズリ中毒注意!! 人妻エロSEX10人!!（10月23日、ビッグモーカル）
- 挟みたくなるなるすけべな太ももコキ 2 ムチムチボディの5人の淫乱ミニスカ痴女!（10月26日、かつお物産）
- 息子の調教にイキ悶える母 異常近親姦で悦び喘ぐ変態母の痴態!! 4人4時間（10月26日、なでしこ）
- 早熟な肉妻の匂い 本真ゆり（10月29日、NON）
- 濃厚な接吻とねっとり愛撫で息子の嫁を寝取る絶倫義父の中出し性交（11月2日、グローリークエスト）
- ハイレグスイートルーム アメイジング（11月16日、ミル）
- ドスケベW爆乳痴女の露天温泉男喰い 鈴木真夕 本真ゆり（11月26日、ま○こ銀行）
- ドウテイゴロシ 本真ゆり（12月3日、NON）
- 人妻とその彼女 ～人妻ホステスとレズビアンソープ嬢～ 本真ゆり 丹羽すみれ（12月7日、U&K）
- 誘惑 7  仕事中にチ○ポを触りたがる7人のOL達（12月7日、下半身タイガース）
- 汗かき元ヤン人妻が後輩作業員と下品なヤリ飲み慰安旅行 ゆりさん31歳（12月7日、変態紳士倶楽部）
- 「おばさんのカラダで勃起しちゃったの?」挑発的すぎる豊満なカラダがたまらないドエロおばさんに主導権とムスコをにぎられ、なすがまま生でヌプッ!!たっぷたぷの中出し白濁オツユがお尻まで垂れちゃうからチ●ポはまだま抜かないでっ!! 5（12月10日、LEO）
- 本真ゆり ウルトラBEST8時間（12月28日、かつお物産）※単体ベスト
- 接吻コントロール 本真ゆり（12月31日、ワープエンタテインメント）
- 本真ゆり、まるっと4時間やりっぱなし（12月31日、NON）※単体ベスト

- 丸呑み! 17  エロ過ぎるフェロモンお姉さんの喉奥フェラ 本真ゆり（1月1日、SPC）
- あん時のセフレは… 友人の母親 本真ゆり（1月13日、タカラ映像）
- 男に人権がなくなった世界 即・勃起! 即・追撃! 即・強制射精! エロ汁枯れ果てるまでW爆乳痴女に挟まれ公共ディルドになった中出しチ●ポ奴隷 本真ゆり 宝田もなみ（1月25日、本中）
- 魅惑のハプニングバー 本真ゆり（1月27日、MERCURY）
- 本真ゆりの射精管理（2月4日、NON）
- 性欲モンスター肉感ボディどすけべM妻（2月22日、熟女はつらいよ）
- 大丈夫、おばさんに任せて!!（4月7日、LEO）
- AV女優の恥ずかしい局部アップ 裸のコレクション（4月12日、MERCURY）
- 終電を逃したそこのラブラブカップルさん!! 偶然たまたま方向が同じなので良ければ我々大事な彼女さんとタクっていいですか! 16（4月12日、JET映像）
- 祝・桃園怜奈 共演解禁! W天然爆乳美女に挟み込まれる逆3P快感密着メンズエステ 本真ゆり（4月19日、Fitch）[3]
- 前かがみ女性の尻肉やぷくまんで顔面やチ○ポを圧迫されザーメンを放出（4月19日、アロマ企画）
- 着衣痴女密室スイートルーム アメイジング（4月19日、ミル）
- 誘っているとしか思えない! 専業主婦が僕だけにオナニーパンチラ誘惑!? 思わず勃起したらこっそり死角でヤられた!（4月21日、DANDY）
- 新・麗しの熟女湯屋 濃厚ねっとり高級ソープ 本真ゆり（4月26日、グローバルメディアエンタテインメント）
- 主観でオナニーするには絶対的に男の心を操る淫乱熟女に限る（4月26日、アロマ企画）
- 巨尻 × 痴女 × 交尾 本真ゆり（4月29日、ワープエンタテインメント）
- 姉のやべー肉を貪りたい 本真ゆり（4月29日、NON）
- 巨乳尻の奥様を盗撮 昏睡レイプ 強制ハメ撮りで中出し（5月17日、カルマ）
- ヒィヒィ～言っちゃうほど、本真さんに弄られたい 本真ゆり（6月3日、NON）
- 欲求不満妻の民宿逆ナンパ! むっちり爆乳サンドイッチSEX 本真ゆり 若月みいな（6月7日、Fitch）
- 百戦錬磨の有名AV女優がメンズエステに転職したら色気とフェロモンが凄すぎて客を骨抜きにすることなど容易説 3（6月7日、アロマ企画）
- オンナ3人がかりの4P痴女ヌかれハーレム（6月28日、アロマ企画）
- 同じマンションの人妻がエロ過ぎて… 本真ゆり（7月12日、タカラ映像）
- 人妻のふともも 気持ちよすぎる腿こき 2（7月12日、アロマ企画）
- 母子姦 本真ゆり（7月19日、グローリークエスト）
- レズ専用マッチングアプリで出会う人妻たち ～30 40 50代それぞれの出会い～（7月19日、U&K）
- もちもちの豊満乳房に顔埋めベロンベロンに乳首舐められ続けながらじゅるじゅるにち○ぽしゃぶられ続ける（7月19日、アロマ企画）
- 欲望渦巻くハプニングバー 老若男女が交わり尽くす秘密の館で羞恥・快楽・乱交…（7月27日、MERCURY）
- 本真ゆり、まるっと4時間おかしっぱなし（7月29日、NON）※単体ベスト
- ネトラレーゼ 妻が、呑み仲間のご近所さん達に… 本真ゆり（8月9日、タカラ映像）
- 痴女 × アナル舐め × ど派手な吸引音!!（9月27日、アロマ企画）
- いじわるご奉仕 癒しの巨尻ソープ嬢 本真ゆり（10月4日、MARRION）
- 嵐の夜、会社に閉じ込められた女上司と二人きり 本真ゆり（10月25日、グローバルメディアエンタテインメント）
- 今日も馬用興奮剤を飲ませたペットが待っています。本真ゆり（10月25日、ボニータ）
- ネトラレーゼ 親友に母が寝盗られ事件簿 本真ゆり（11月8日、タカラ映像）
- 理性崩壊ササラモサラ 本真ゆり（12月6日、DEEP'S）
- シン超肉食セレブ帰ってきた助平痴女 ポツンと一軒家貸し切り種馬メンズ中出し合宿 本真ゆり【35歳】（12月6日、山と空）
- 「母さんみたいなおばさんが好きなの?」 熟女AVを見てるのがバレたら母親に中出ししてた 本真ゆり（12月22日、センタービレッジ/楽園）

- 「おばさんレンタル」サービスリターンズ 35  お願いすればこっそり中出しセックスまでさせてくれるエロくて優しいおばさんともっとすげーセックスがしたくなったのでおかわりしてみた（1月12日、熟女LABO）
- ピタパン尻を突き出して悩殺ゴミ出しする隣の奥さんにデカ尻激突きピストンSEX Vol.2（1月13日、ゲッツ!!）
- 夫の部下たちから逆恨み中出しをされて色情魔へと豹変したパワハラ部長の奥さん 本真ゆり（1月17日、アクアモール/エマニエル）
- M男専用拘束ささやき淫語で何度もヌカれちゃう無制限射精ソープ 本真ゆり（1月24日、痴女ヘブン）
- 義母さんだって孕みたい。 本真ゆり（1月24日、タカラ映像）
- 極太ディルドを丸呑みしてヨガリ狂う淫乱オマ○コ婦人 総勢29人の杭打ちディルドオナニー（2月21日、アクアモール/エマニエル）
- おっさんラッキー 本真ゆり（5月23日、タカラ映像）
- 巨乳人妻温泉デート デカ乳輪Iカップ褐色肌デカ尻奥様 真里32歳（5月26日、ま○こ銀行）
- 「あなた、ごめんなさい…。」 妊娠危険日にムリヤリ義息子に種付け中出しされています… 本真ゆり（6月9日、人妻花園劇場）
- 女ですもの… お義母さんだって受精したいの… 本真ゆり（6月22日、センタービレッジ/桃園）
- 叔母から匂う酒と檸檬の誘い 本真ゆり（7月25日、タカラ映像）
- 「あなたM男なの?」 妻に僕の性癖をバラされ眠っていた痴女心に火がついた元SM女王様の巨乳義姉に2人きりの自宅で鬼ジコリ寸止め射精管理され更にいいなり下僕ち○ぽ化しちゃった叱られ搾精記録 本真ゆり（10月3日、LUNATICS）
- 色白デカ尻の家事代行おばさんに即ハメ! デカチンの虜になった人妻が翌日勝手に押しかけてきたので満足するまで何度も中出ししてあげた 26 本真ゆり（10月17日、DEEP'S）
- 本番どころかヌキも厳禁の都内某おっパブ店に超どストライクな爆乳嬢が入店!! たわわに実りに実ったおっぱいを吸って揉んでバレないようにこっそり媚薬仕込んだら感度上昇マン汁ダダ漏れカーニバル状態!! 店外に連れ出しも従順に応じる神対応（10月24日、SCOOP）
- Wデカ尻女上司の鬼詰めパワハラ中出し教育 永井マリア 本真ゆり（11月7日、VENUS）
- 吸引力抜群のザーメン姉さんたちヌキテクで昇天!! 最強痴女Wフェラ & W手コキの極!!（11月9日、LEO）
- 女社長の性欲 本真ゆり（11月14日、タカラ映像）
- 無敵のママ 本真ゆり（11月21日、ドグマ）
- 終電逃してボクの部屋に泊まりに来たホロ酔い女上司の隙だらけな意外とカワイイ一面に… 僕の理性はぶっ飛び…（11月28日、BAZOOKA）
- 本真ゆり、まるっと4時間ほられっぱなし（12月1日、NON）
- パンストスキャンダル 女上司、チ○ポを喰らう 本真ゆり（12月14日、センタービレッジ/桃色吐息）
- セレブ奥様の非日常シ○タ遊戯 本真ゆり（12月19日、グローリークエスト）

#### 相内つかさ 名義
2013年
- Fitch専属 相内つかさ Re:BORN 僕を惑わすムッチリ爆乳グラマーな小悪魔痴女（3月1日、Fitch）
- ムッチリ下半身で誘惑するパンスト痴女（4月1日、Fitch）
- 女性会員限定!爆乳肉感レズビアン 〜卑猥なムッチリボディ調教〜（5月1日、Fitch）
- パイパンにされた日焼けあとくっきり爆乳女子大生 〜感じてはいけないヌーディストホテル〜（6月1日、Fitch）
- ラブビッチ ドMの女子大生・千里&絵里（7月1日、Fitch）
- 相内つかさ 爆乳グラマラス6本番（8月1日、Fitch）
- 衝撃解禁! 最初で最後のアナルファック（10月1日、Fitch）

2014年
- 巨乳デカ尻美女5人が同時にあなたを極上の世界へ。 死ぬか生きるか窒息寸前肉弾ソープ（3月20日、V&Rプロダクツ）
- お気に入りの童貞男子生徒の子供を妊娠 禁断の快楽に溺れるショタコン女教師 2（4月10日、V&Rプロダクツ）

2015年
- 爆乳ダイナマイト 相内つかさ コンプリートBEST8時間（4月1日、Fitch）※単体ベスト

### アダルトVR
- 帰省中、相部屋になった親戚のおばさんがデカ乳輪・淫猥グラマラスボディーで誘惑してきた 本真ゆり（1月6日、SODクリエイト）
- 爆乳Hカップ極上ボディーでタップリご奉仕! 超高級マッサージ店の中出しスペシャルフルコース 本真ゆり（2月27日、P-BOX VR）
- 7つのパイズリであなたをイカせる!! おっぱい堪能爆乳専門デリヘル 本真ゆり（3月25日、KMPVR）
- ママさんバレー部の練習終わりに、欲求不満なグラマラス卑猥ボディ のおばさん2人に、【ロッカーの中】に押し込まれて… 熱気ムンムン 本真ゆり 葵百合香（3月26日、SODクリエイト）
- 女泥棒 年金暮らしのお年寄りを狙う… 金品だけかと思いきやおじいちゃんの立派なマラをワガママに生ま○こで味わいつくすつもりがすっかり虜になったお話 本真ゆり（4月10日、ちんちんVR）
- 魅惑のフロントジッパー痴女VR レオタードとブーツの性癖ドストライク美女が目の前に! 本真ゆり（4月15日、KMPVR）
- 兄嫁VR 本真ゆり（5月25日、KMPVR-bibi-）
- お通夜のように盛り下がった社員旅行で非難轟々な幹事の僕が打った起死回生の一手!! むちむち人妻ピンクコンパニオンVR 望月あやか 本真ゆり（6月5日、マドンナ）
- 光沢競泳水着（7月10日、KMPVR）
- 尻揉み（7月11日、KMPVR）
- 常に腋とベロVR（7月13日、KMPVR）
- 舐め特化VR（7月20日、KMPVR）
- パイは地球を救う! 爆乳女子アナウンサーおっぱいぷるるんハーレムVR チン放5社の看板アナが集結! スポンサーのアナタをパイまみれ & パイづくしで目指せ高視聴率! 200分SPECIAL!! 宝田もなみ 織田真子 吉根ゆりあ 本真ゆり（7月22日、MOODYZ）
- 「うちの妻が淫乱過ぎて困るんです!」 誰もが憧れる超ムチムチ & デカ乳デカ尻の肉感淫乱奥様と超密着FUCK 本真ゆり（8月21日、P-BOX VR）
- ムチムチ × どスケベ × ボディコン お色気むんむん肉感痴女に90分コースで4射精体験VR 本真ゆり 葵百合香（8月24日、E-BODY）
- 息が詰まるほどの爆乳お姉さんに天井特化で痴女られまくりSPECIAL!! 本真ゆり 三島奈津子（9月8日、ワンズファクトリー）
- 童貞大好き! どちゃシコサキュバスと誰も体験したことのない最高の筆下ろし体験!! ムッチムチ全身フェロモンのエロボディに即ハボ! 打ち止め? 大量発射!! 本真ゆり（9月16日、Cosmo Planets VR）
- 何度も絶頂へ導く爆乳美魔女が存在する痴女パレス 本真ゆり（10月22日、KMPVR-彩-）
- 再起不能になるまで追い込む過激モード 最悪コンビネーションで致命的に犯すW窒息魔 愛花みちる 本真ゆり（11月27日、KMPVR-bibi-）

- エビ反りイキを体験するVR（1月14日、KMPVR）
- 【全編ノーモザイク】AV女優・ブルマ・デカ尻・アナルコレクション（1月14日、V&R PRODUCE）
- チ○コを弄ばれる高精細VR 本真ゆり（1月15日、MONDELDE VR）
- より密着して巨乳を愉しむ高精細VR 本真ゆり（1月15日、MONDELDE VR）
- パンツを嗅ぎながらJOIオナニー指導されるVR（1月21日、KMPVR）
- 至高のオーラルセックス! 唾液口移し & 顔舐めVR（1月26日、KMPVR）
- 「レズ鑑賞」が楽しめる風俗店でラッキー3P! 僕のチ●ポを挟んで濃厚レズキス & W巨乳挟まれSEX 本真ゆり 篠田ゆう（2月18日、SODクリエイト）
- 【骨折→寝た切り→天井見上げアングル】欲求不満むちむちWナースの僕のチ●ポ奪い合い生ハメ騎乗位VR 本真ゆり 永井マリア（2月19日、E-BODY）
- 【早漏改善修行VR】巨乳デリヘル嬢が三擦り半で即出ししてしまう僕をオナホールで何度も寸止めさせお店に絶対内緒の生本番! 我慢できず死ぬほど射精してしまった! 本真ゆり（2月23日、V&R PRODUCE）
- 部屋結界VR 2 ～エロい母親とスケベなママ友たちを集めていいなり肉欲パーティー イヒ!～ 篠田ゆう 本真ゆり 新川愛七（3月8日、SODクリエイト）
- 指咥えさせJOI & 窒息JOI 新たな性感帯で喉イキ誘発VR!!（3月8日、KMPVR）
- いつもは高飛車な女上司はほろ酔い状態になるとパンスト穿きながらベロキス/耳舐め/脚コキ/濃厚フェラ/対面座位で密着しながらチ○ポ挿入! 欲求不満すぎて自ら激ピストンさせながら何度も勝手に絶頂! 本真ゆり（3月15日、V&R PRODUCE）
- 濃厚接触! 唾液まみれの粘膜ベロキス顔面舐め回しVR（4月16日、KMPVR）
- 『ヤリ手』の巨乳女社長があの手、この手で僕を惑わす《超》色仕掛け商談VR!! 本真ゆり（8月12日、マドンナ）
- 見つめる! 感じる顔VR（9月1日、KMPVR）
- 爆乳巨尻の肉感美女の極上密着ブーツ痴女プレイ 本真ゆり（11月10日、P-BOX VR）
- 耳トランス 卑猥なヌプヌプ音で高まったおチンポを肉厚なオマンコと密着する爆乳で何度も射精させるトリッププレイ痴女VR 本真ゆり（12月8日、P-BOX VR）

- 仰天極上アングル フェイシャルエステ 柔らかい舌でスミズミまで舐め回し! オッパイを押し付け挟み込み血行促進! 極上の密着顔騎で夢心地! 超高級マッサージサロンのフェイシャルエステ（1月19日、P-BOX VR）
- カラダ全身に響き渡る悪魔的囁きボイス 本真ゆり（1月28日、KMPVR-bibi-）
- 男をペットのように扱うセレブ美魔女襲来 理性を破壊する射精管理 本真ゆり（2月18日、SPICY VR）
- 黒パンスト × パンツ × 美脚 たっぷり足で擦られ大量射精VR（7月8日、KMPVR）
- 大量ダダ漏れ豪快潮吹きVR（7月10日、KMPVR）
- お前の母ちゃん、良い女だよな。 本真ゆり 吉根ゆりあ（7月13日、KMPVR）
- む～っちむち美食グルメ研究家のヒワイなASMRでおチ○ポビ～ッンビンになって痴女られまくるVR!! 本真ゆり（7月27日、ワンズファクトリー）

- 「いいから早く私のマ○コで射精なさい!」 性交断固阻止! 可愛い我が娘の健全な成長を守るため… 娘の初カレの精液を搾り取ろうとする教育ママ 本真ゆり（2月6日、SODクリエイト）
- 理性崩壊!! 憧れの美人叔母の激狭ワンルームで豊満ボディの無自覚誘惑に勉強も忘れて中出しSEXしまくった試験前夜 本真ゆり（2月8日、P-BOX VR）
- 死ぬまでに一度は行きたい! 巨乳巨尻!! 極上美人ソープ嬢が最上級凄テクで全身ご奉仕! 休むまもなく勃起させ最後の一滴まで搾りとる! 絶頂射精超高級ソープランド 本真ゆり（3月8日、P-BOX VR）
- VR麗しの熟女湯屋 いらっしゃいませ即尺 & 和室ねっとり恋人プレイ 本真ゆり（7月28日、グローバルメディアエンタテインメント）
- 爆乳巨乳大集合! オイルたっぷり! ヌルテカおっぱい揉み倒しVR（9月20日、MONDELDE VR）
- サウナー痴女軍団の標的にされて超ラッキースケベ!! 汗ダク美女5人にチ○ポを責められてザーメン空っぽ大乱交 乙アリス 佐藤ののか 横宮七海 有岡みう 本真ゆり（11月29日、P-BOX VR）
- モリマン! 食い込み! オナニーガン見VR! ハイレグ美女の食い込みオナニーをこだわりアングルでじっくり観察（11月29日、P-BOX VR）

### アダルト配信
2013年
- 豊乳デカメロン まろん（1月1日、豊乳デカメロン）

2014年
- ヒルズ妻 まき（6月17日、ヒルズ妻）

2015年
- ウルトラの膣 ゆり T162 B100(H) W64 H100（4月21日、ウルトラの膣）

2016年
- 素人熟女図鑑 ゆり（3月23日、素人熟女図鑑）
- I LOVE 素人 ゆり (22)（5月1日、I LOVE 素人）
- 俺noハメ撮り ゆり（10月25日、俺noハメ撮り）
- 錦糸町投稿倶楽部 ゆり（11月18日、錦糸町投稿倶楽部）
- 素人熟女図鑑 ゆり 2（12月31日、素人熟女図鑑）

2017年
- ゆり（3月10日、白男）
- 陣内ゆりえ（5月26日、舞ワイフ）
- ゆり T162 B103(H) W63 H93（8月22日、ちちくりジョニー）

2018年
- つかさ T162 B100(H) W64 H100（6月15日、北池袋盗撮倶楽部）

2019年
- 嗚呼、素人 つかさ（4月12日、嗚呼、素人）
- ヒルズ妻 本田ゆかり（12月11日、ヒルズ妻）
- ヒルズ妻 本田ゆかり 2（12月11日、ヒルズ妻）

2020年
- E★人妻DX ゆり（1月6日、E★人妻DX）
- ゆりちゃん T162 B100(H) W64 H100（2月17日、トランプ）
- ゆり T162 B100(H) W64 H100（4月20日、港区女子）
- たわわな胸と大きな美尻をむき出しにしてエロマッサージ! モミもみモミっと客を誘惑するアロマセラピスト美人奥様! ギンギンに勃起した肉棒に欲情しねっちょり濃厚フェラチオサービス & ごっくんまでしちゃう欲求不満っぷり!! オイルまみれでテカテカになった艶かしい肉感褐色ボディは圧巻!! 男を骨抜きにするエグい腰使いで精子を欲しがり、連続中出し不倫セックス!! ゆり 27歳 アロマセラピスト（5月30日、プレステージプレミアム）
- ゆう（6月7日、ビニ本本舗）

2021年
- ゆり（1月29日、％OFF）
- Dutch Wife ～清楚系妻との肉欲性交録～ ゆう（2月14日、Dutch Wife ～清楚系妻との肉欲性交録～）
- ゆり 2（2月27日、％OFF）
- ゆう 2（4月11日、Dutch Wife ～清楚系妻との肉欲性交録～）
- ゆり（4月16日、イケイケお姉さん）
- 熟女の手コキ 本真ゆり（6月1日、JUKUJO99）
- 息子の友達に抱かれる美人巨乳妻 本真ゆり キッチンでフェラ編（6月2日、JUKUJO99）
- 息子の友達に抱かれる美人巨乳妻 本真ゆり 寝ている息子の隣で挿入編（6月3日、JUKUJO99）
- 息子の友達に抱かれる美人巨乳妻 本真ゆり 熟女調教編（6月4日、JUKUJO99）
- M1号（6月5日、素人しばいたろかん）
- ゆう 2（6月12日、ビニ本本舗）
- ゆう 3（7月10日、ビニ本本舗）
- ゆう 4（8月14日、ビニ本本舗）
- 女装娘 VS 巨乳レズビアン Part.1 / Part.2（8月19日、ズボズバ）
- えいみ（8月23日、ハメドリネットワークSecondEdition）
- ゆう 5（9月11日、ビニ本本舗）
- 巨尻のムチムチお姉さん、出世も出来て、エッチも出来て一石二鳥!! 本真ゆり Part.1 / Part.2（9月29日、ズボズバ）
- Dutch Wife ～清楚系妻との肉欲性交録～ ゆう 3（12月12日、Dutch Wife ～清楚系妻との肉欲性交録～）

2022年
- ゆう 6（1月8日、ビニ本本舗）
- ゆう 7（3月12日、ビニ本本舗）
- 【羞恥】一つ屋根の下で調教される巨乳熟女 本真ゆり フェラごっくん編（6月12日、JUKUJO99）
- 【羞恥】一つ屋根の下で調教される巨乳熟女 本真ゆり 強●オナニー編（6月13日、JUKUJO99）
- 【羞恥】一つ屋根の下で調教される巨乳熟女 本真ゆり 緊縛挿入編（6月14日、JUKUJO99）
- ゆう 8（7月9日、ビニ本本舗）
- ゆう 9（8月13日、ビニ本本舗）
- ドスケベド淫乱真正妖艶美女快楽 Part.1～Part.4（8月26日、メスイキ）
- 【配信専用】新「ちょ、待っ、え! こんなところで!?」 バレたらマズい場所で美少女がチ●ポをエッチに抜きまくり! 6（9月15日、ふぇちぽいんと）

2023年
- ユリ (gerk538)（10月9日、ゲリラ）
- ゆりさん (ore967)（10月24日、俺の素人）

### デジタル写真集
- Bliss 本真ゆり（2021年6月2日、u_f_o、撮影：上野元行）
- DOUBLE 本真ゆり × 織田真子（2021年12月17日、プレステージ出版）